# 제3의 청춘
"제3의 청춘"은 1967년 공개된 대한민국의 영화이다.

## 배역
- 신성일
- 고은아
- 주연
- 김승호
- 심상우
- 전숙
- 한민수
- 진성권
- 석금성
- 정민
- 김수천
- 석인수
- 지계순
- 윤신옥
- 박일